# هيرب هاريس
هيرب هاريس (بالإنجليزية: Herb Harris)‏ هو لاعب كرة قاعدة أمريكي، ولد في 24 أبريل 1913 في شيكاغو في الولايات المتحدة، وتوفي في 18 يناير 1991 في كريستال ليك في الولايات المتحدة.

## وصلات خارجية
- هيرب هاريس على موقع دوري كرة القاعدة الرئيسي (الإنجليزية)
- هيرب هاريس على موقعبيزبول رفرنس.كوم (الدوري الرئيسي) (الإنجليزية)
- هيرب هاريس على موقعبيزبول رفرنس.كوم (الدوري الثانوي) (الإنجليزية)